# Дамаванд
Дамаванд (на персийски: دماوند) е спящ стратовулкан, най-висока точка на Иран и Западна Азия, както и най-високият вулкан в Азия и вторият най-висок вулкан в Източното полукълбо (след Килиманджаро). Намира се в средата на планинската верига Алборз, а надморската му височина е 5610 метра.
Из планината се срещат множество травертини, фумароли и горещи находища на сяра. Върхът е постоянно покрит със сняг. Конусът на вулкана е съставен главно от андезитова лава. По склоновете са разположени два малки ледника.
Дамаванд заема специално място в персийския фолклор, като с него са свързани много легенди.